# Olmeccyclops
Olmeccyclops – rodzaj widłonogów z rodziny Cyclopidae.

## Występowanie
Rodzaj Olmeccyclops obejmuje gatunki stwierdzone jak dotąd jedynie we wschodnim Meksyku i Hondurasie.

## Systematyka
Rodzaj ten wprowadził w 2012 roku zoolog Frank Fiers z Królewskiego Instytutu Nauk Przyrodniczych Belgii. Na gatunek typowy (oznaczenie monotypowe) wyznaczył opisanego dwa lata wcześniej Allocyclops veracruzanus.

### Podział systematyczny
Do rodzaju należą następujące gatunki:
- Olmeccyclops hondo Fiers & Jocque, 2013
- Olmeccyclops veracruzanus (Suárez-Morales, Mendoza & Mercado-Salas, 2010)